# Patricia Conejero Galán
Patricia Conejero Galán (14 de octubre de 1991) es una jugadora de balonmano y balonmano playa española, campeona del Mundo con las Guerreras de la Arena.

## Trayectoria
Comenzó jugando al balonmano en el edad escolar, en las escuelas deportivas de Dos Hermanas. Su segunda temporada ya lo hizo con el Club Balonmano Dos Hermanas, en el que permaneció hasta su último año de categoría juvenil. Por desavenencias con algunos de los entrenadores del ente, fue una de las tres expulsadas del equipo juvenil. De ahí salió al Club Balonmano Solúcar, hasta su desaparición 4 años más tarde (posteriormente el club se refundó). Dos años más en su vuelta a Club Balonmano Dos Hermanas antes de su salida a las Islas Canarias, donde jugó con el equipo tinerfeño de Club Balonmano Salud Tenerife.
Por motivos de estudios se mudó a Almería, a jugar con el Club Balonmano Vicar-Goya un año más tarde, con el que jugó una fase de ascenso y se metió en una fase final de la Copa de la Reina. Cuando el club desapareció se cambió al Balonmano Roquetas y, de ahí, al Club Balonmano Bahía de Almería con el que juega en Primera Nacional.

### Balonmano playa
Fue durante su época en Almería en la que empezó a jugar al balonmano playa en un equipo amateur que recorría las playas, hasta que uno de los clubes de playa de la época le llamó para jugar en competiciones regladas. Primero AM Team Almería, Balonmano Playa Ciudad de Sevilla y Club Balonmano Playa Algeciras han sido sus clubes. A pesar de su grandísimo palmarés, en el que lucen 3 medallas de bronce en el Campeonato de Europa, su mayor logro ha sido con la camiseta de las Guerreras de la Arena, consiguiendo proclamarse Campeonas del Mundo en 2016en un equipo en el que se asomaban estrellas españolas como Jenni Gutierrez, Ivet Musons, Raquel Caño, Luisa García o Asun Batista. En 2022 volvió a jugar la final del Campeonato del Mundo y, esta vez, se colgó la medalla de plata con un equipo en el que estaban Patricia Encinas, Virginia Fernández, Luisa García, Violeta González, Alba Díaz, Jimena Laguna, Inoa Lucio, Mireia Torras y Asun Batista.
Jugando desde el ala derecha, pero con espíritu de universal, con 89 internacionalidades y un total de 405 tantos le colocan entre las jugadoras que más veces han vestido la camiseta roja de la Selección y más tantos han conseguido con ella. Debutó en las playas de Lloret de Mar, el 26 de junio de 2015, partido ante la Selección de Polonia en la que anotó su primer tanto.

## Títulos y galardones

### Selección española
- 1 x  Medalla de Oro Campeonato del Mundo (2016)
- 1 x  Medalla de Plata Campeonato del Mundo (2022)[10]
- 3 x  Medalla de Bronce Campeonato de Europa (2017, 2019, 2023)[11][12][13][14]
- 1 x  Medalla de Bronce World Games (2017)[15]

### Clubes
- 2 x  Medalla de Oro Champions Cup (2017, 2019)[16][17]
- 1 x  Medalla de Plata Champions Cup (2021)[18]
- 1 x  Medalla de Bronce Champions Cup (2022)[18]
- 3 x EBT Finals (2017, 2019 y 2021)[16]

- 6 x Copa de España (2016, 2017, 2019, 2021, 2022, 2023)[19][20][21][22][23][24]
- 8 x Campeonato de España[25][26][27][28][29][23]
- 1 x Tour Nacional Arena Handball (CBP Algeciras 2016)[30][31][32]
- 1 x Circuito Brasileiro de Handebol de Areia (2017)[33]

## Vida
Su hermana, Cristina Conejero Galán, también es jugadora de balonmano playa.

### En internet
- Cuenta en instagram @patriconejero/
- Cuenta en X @patriconejero

- Datos: Q126939789
- Multimedia: Patricia Conejero Galán / Q126939789